# Caracladus
Caracladus Simon, 1884 è un genere di ragni appartenente alla famiglia Linyphiidae.

## Distribuzione
Delle cinque specie oggi attribuite a questo genere, tre sono state rinvenute in Europa centrale e occidentale e due in Asia orientale: la C. montanus è endemica della Cina e la C. tsurusakii lo è del Giappone.
In Italia settentrionale sono stati reperiti esemplari della C. avicula (L. Koch, 1869) e della C. leberti (Roewer, 1942)

## Tassonomia
A maggio 2011, si compone di cinque specie secondo l'aracnologo Platnick, o quattro specie secondo l'aracnologo Tanasevitch:
- Caracladus avicula (L. Koch, 1869)[3] — Svizzera, Germania, Austria, Italia
- Caracladus leberti (Roewer, 1942) — Europa centrale e occidentale
- Caracladus montanus Sha & Zhu, 1994 — Cina
- Caracladus tsurusakii Saito, 1988 — Giappone
- Caracladus zamoniensis Frick & Muff, 2009[4] — Austria, Francia, Svizzera

### Specie trasferite
- Caracladus pauperulus Bösenberg & Strand, 1906; gli esemplari femminili, rinvenuti in Giappone, sono stati trasferiti al genere Erigone con la nuova denominazione Erigone pauperula (Bösenberg & Strand, 1906), a seguito di un lavoro degli aracnologi Frick & Muff del 2009[1].

### Nomen dubium
- Caracladus crassipalpus (Menge, 1868); quest'esemplare, rinvenuto in Germania e originariamente ascritto all'ex-genere Lophocarenum Menge, 1866, venne inserito in Caracladus a seguito di uno studio dell'aracnologo Reimoser del 1919; un successivo studio di Roewer del 1955, ne ha messo in evidenza lo status attuale di nomen dubium[1].